# Ley de violencia intrafamiliar (Chile)
La Ley de violencia intrafamiliar, actual ley Nº 20.066, tiene por objeto prevenir, sancionar y erradicar la violencia intrafamiliar y otorgar protección a las víctimas de la misma. La ley vigente consta de 26 artículos. Fue promulgada el 22 de septiembre del año 2005 por Ricardo Lagos Escobar, Presidente de la República; Luis Bates Hidalgo, Ministro de Justicia; Cecilia Pérez Díaz, Ministra Directora del Servicio Nacional de la Mujer y Francisco Vidal Salinas, Ministro del Interior.

## Historia
Con la dictación de la Ley N.º 19.325 en el año 1994 se reconoce por primera vez en Chile que la violencia intrafamiliar es una conducta merecedora de reproche social. Este reconocimiento obedeció a un contexto sociopolítico de adopción de medidas legislativas y de políticas públicas en la región, destinadas a combatir la violencia en contra de las mujeres, considerando este tipo de conductas como una grave violación a los derechos humanos.
Desde la promulgación de dicha ley a la fecha el número de casos conocidos por los tribunales de justicia fue en paulatino aumento. La Encuesta Nacional de Victimización por Violencia Intrafamiliar y Delitos Sexuales 2008 arrojó que un 35,7% de las mujeres entre 18 y 65 años que han tenido una relación de convivencia fue víctima de algún tipo de violencia por parte de sus parejas, cuyas expresiones preponderantes son la combinación de violencia física, sicológica y sexual (32,6%) y la sicológica y física (30,5%). En los últimos años, sin embargo, la violencia contra la mujer ha sido visibilizada por sus manifestaciones más graves a través de lo que se conoce como femicidio, el asesinato de mujeres de manos de sus parejas.
Estas cifras, no obstante, no evidencian necesariamente un aumento de la prevalencia de violencia en contra de la mujer, sino la reducción de la cifra negra, en otras palabras, un aumento del número de casos denunciados. En efecto, estudios realizados hace más de 20 años muestran que denunciar a la pareja por actos violentos no parecía ser una conducta avalada socialmente. Una investigación realizada en 1989 mostró que un 84% de las mujeres violentadas no denunciaba, entre otras, por razones de "privacidad" o "porque no se saca nada". Las mujeres debieron sortear grandes obstáculos culturales para reclamar de las agresiones de las cuales fueran objeto, dado que la idea de que "la ropa sucia se lava en casa" era (y probablemente lo siga siendo) parte del imaginario colectivo.
Con todo, la primera ley de violencia abrió el reconocimiento del problema, lo cual claramente fue un avance: entregaba herramientas para dictar medidas cautelares, propiciaba medidas alternativas a la pena-sanción, como el trabajo comunitario, e instalaba la idea de una intervención psicosocial para los agresores. Esta ley tuvo un claro enfoque terapéutico bajo la premisa de que era necesario buscar la reconciliación y la reparación de los vínculos familiares afectados por la violencia a través de la intervención judicial, específicamente mediante la conciliación. Estudios de la época sobre la aplicación de la Ley N.º 19.325 mostraron que la mayoría de los casos (92%) terminaba por un avenimiento instado por el tribunal, lo que a juicio de los especialistas implicaba la ausencia de sanciones a los ofensores, perpetuaba los estereotipos de género y justificaba la violencia.
En el año 2005 con la dictación de la Ley N.º 19.968 que crea los tribunales de familia, se establece un nuevo procedimiento para los casos de violencia intrafamiliar y se elimina el llamado a conciliación. Sin embargo, se establece la figura de la suspensión condicional de la dictación de la sentencia (enlace roto disponible en Internet Archive; véase el historial, la primera versión y la última). como forma de poner término al proceso. Esta figura supone algún nivel de acuerdo entre las partes e, incluso en algunos casos, la derivación a una instancia de mediación.
Este enfoque "terapéutico" cambia radicalmente con la Ley N.º 20.066 del año 2005 que introduce el delito de maltrato habitual, dando paso así a la adopción de respuestas más represivas. Si bien el sistema penal conocía de actos de violencia intrafamiliar, la especificidad de género que éstos presentaban no quedaba en evidencia al ingresar bajo lesiones, amenazas, violación de morada, delitos de daños u homicidios.
Con esta nueva normativa la respuesta estatal se amplifica dando paso a la intervención de jueces de familia, de fiscales y jueces de garantía, cuando el caso posea -a juicio de los primeros- los caracteres de frecuencia e intensidad que configuren la habitualidad de los actos violentos. Si ello es así, los jueces de familia se declararán incompetentes y derivarán los antecedentes a la fiscalía que corresponda dando paso al conocimiento y solución de este tipo de conflictos por la vía penal.